# Molejón
Molejón ist ein Weiler in der Gemeinde Vegadeo der Autonomen Region Asturien in Spanien.

## Geographie
Molejón liegt nahe der Quelle des Rio Suarón, einem der wichtigsten Nebenflüsse des Rio Eo und hat 39 Einwohner (2011) auf einer Fläche von 27,87 km². Die nächste größere Ortschaft ist Vegadeo, der 10,6 km entfernte Hauptort der gleichnamigen Gemeinde. Das Dorf gehört zur Parroquia Meredo.

## Klima
Angenehm milde Sommer mit ebenfalls milden, selten strengen Wintern. In den Hochlagen können die Winter durchaus streng werden.

## Feste
- Fiesta de Santa Marina am 16. Juli
- Fiesta de Nuestra Señora de las Nieves 1. Sonntag im August

## Sehenswertes
- Castro (Burg) de Molexón
- Capilla (Kapelle) del Carmen y San Antonio
- Iglesia (Kirche) de Santa María de Las Nieves de Meredo
- Reserva Natural Parcial de la Ría del Eo (Naturpark)